# Amblyodipsas polylepis
Amblyodipsas polylepis är en ormart som tillhör släktet Amblyodipsas inom familjen stilettormar.

## Kännetecken
Ormen är giftig, men väldigt försiktig och biter sällan. Längden är 49-105 centimeter. Honorna blir större än hanarna. Ormen är kraftig och har släta fjäll, samt avtrubbad nos. Färgen på kroppen är mörkt brun eller svart och fjällen har en lilaaktig glans, speciellt när ormen precis har ömsat skinn. Om den är hotad kan den röra på svansen för att skydda det sårbara huvudet från angrepp.

## Utbredning
Arten förekommer i Angola, Namibia, Botswana, södra Kongo-Kinshasa, Zambia, Moçambique, Malawi, Sydafrika (Transvaal, Natal, Swaziland), östra till sydliga Tanzania, Kenyas kustband och i Somalia.

## Levnadssätt
Arten är nattaktiv och äter andra marklevande reptiler, till exempel blindormar, och fångar sovande ödlor i deras hålor på natten. Den lever på savanner som övergår till torra skogar.

### Tryckt litteratur
- Field guide to snakes and other reptiles of southern Africa s.66
- A Photographic Guide to Snakes and Other Reptiles of Southern Africa s.38
- Snakes of southern Africa s.190